# Franz Brozincevic Wetzikon
Pour les articles homonymes, voir FBW.
FBW - Franz Brozincevic & Cie. à Wetzikon était un constructeur de camions, autobus et trolleybus, petit par la taille mais important en Suisse, fondé en 1918 et disparu en 1985.

## Histoire
Franz Brozincevic (de), né le 21 mai 1874 à Brinje en Croatie, ouvrier serrurier, immigre en Suisse en 1892. Il est embauché dans l'usine de moteurs Wetzikon AG. En 1899, il rejoint l'entreprise automobile Jules Weber à Uster. En 1901, il quitte cette entreprise pour occuper un poste de contremaître dans l'usine automobile Orion à Zurich. En 1904, il décide de créer sa propre entreprise de réparation d'automobiles et de camions et de vente de voitures italiennes Züst et française Ballot. Devenu entrepreneur sous le nom de Motoren-Franz, le Président de l'Association des consommateurs de Zurich, lui offre un petit dépôt de voitures dans la Müllerstrasse, derrière la caserne de police de Zurich. En 1907, il déménage l'entreprise Motoren-Franz dans des locaux plus grands et, un an plus tard, trouve un associé, Johann Kirchensteiner, qui l'aide à créer une nouvelle entreprise qui, en 1910, va être renommée Franz Brozincevic & Co. La nouvelle société va construire son premier camion en 1910 baptisé Franz, utilisé par la filiale de La Poste suisse CarPostal. En 1911, il présente un modèle de 5 tonnes, conçu pour la livraison postale, muni d'un entraînement par cardan en lieu et place des traditionnelles chaînes.
En 1914, un consortium étranger s'intéressa aux droits de fabrication de Franz-Wagen et la même année, Motorwagenfabrik Berna AG à Olten fait une offre de rachat. Juridiquement, l'entreprise reste indépendante avec une forme juridique spéciale sous la raison sociale de Franz AG. Des divergences conduisent Brozincevic à quitter l'entreprise en 1916 et rachète une ancienne usine suisse de véhicules automobiles en faillite, à Wetzikon où il fonde une nouvelle société en commandite dénommée « Franz Brozincevic & Cie. Wetzikon ». En 1916, il se lance dans la production de tracteurs agricoles car une clause de non-concurrence avec son ancien employeur empêchait Franz Brozincevic de construire des camions jusqu'en 1918. Le 3 janvier 1918, la société, dont le siège social est dans le secteur d'Oberwetzikon, répertoriée comme usine de machines, commence la production de camions sous la marque FBW (Franz Brozincevic Wetzikon). 
En 1922, FBW construit son premier moteur à essence 4 cylindres. La Poste Suisse reçoit le premier véhicule qui va remplacer les calèches.
En 1924, FBW cède, au constructeur allemand de locomotives Henschel & Sohn de Cassel, au bord de la faillite, une licence pour la fabrication et la vente des modèles FBW à l'étranger. En 1926, il commercialise son premier camion équipé de pneumatiques. En 1929, il présente un camion à 3 essieux et un châssis surbaissé pour autobus. En 1930, il transforme sa société en commandite par une société anonyme par actions.
Franz Brozincevic meurt en 1933 et son fils, Franz Jr., prend la direction de la société ; deux de ses frères travaillent aussi dans la petite entreprise. En 1934, FBW présente son premier moteur diesel 6 cylindres en ligne.
Pendant la Seconde Guerre mondiale, FBW construit des véhicules militaires pour l'armée suisse, bien que la Suisse, pays neutre, n'ait jamais participé au conflit.
FBW a été une entreprise innovante. En 1952, elle exporte 12 gyrobus à Léopoldville (aujourd'hui Kinshasa) au Congo belge. Dès 1954, elle a introduit le réducteur planétaire semi-automatique, bien en avance sur son temps. Les conducteurs n'avaient pas besoin de s'embrayer constamment, c'est pourquoi les autobus FBW étaient particulièrement populaires auprès des entreprises de transport urbain. Un développement ultérieur de ces boîtes de vitesses a ensuite également été utilisé dans les Saurer 6DM et 10 DM, construits pour l'armée suisse dans les années 1980.
En 1972, la Suisse modifie sa législation en matière de transport routier et applique sa nouvelle réglementation en matière de poids qui autorise la circulation, comme en Italie, de camions à 3 et 4 essieux. La même année, FBW entame une collaboration avec le constructeur japonais Mitsubishi Motors et assure la commercialisation des véhicules Mitsubishi en Suisse. En 1974, l'entreprise présente le trolleybus standard VST conçu en collaboration avec l'Association des entreprises de transport suisses (VöV). Dès 1957, FBW a produit le premier trolleybus articulé de Suisse, le FBW GTr51 (de).
À partir de 1973, après le premier choc pétrolier de 1973, les ventes de véhicules utilitaires diminuent fortement. En 1978, la société FBW est rachetée par le groupe suisse Oerlikon-Bührle AG. À la même époque, FBW honore sa plus grosse commande de 22 autobus FBW 40VH (de) et FBW 50U (de) pour CarPostal (La Poste Suisse).
En 1982, FBW fusionne avec le plus important constructeur suisse, son concurrent Adolph Saurer AG. La fusion donne naissance à l'entreprise de véhicules utilitaires NAW, dans laquelle Daimler-Benz détient une participation de 40 %. En 1985, le dernier autobus FBW, pour l'aéroport de Zurich-Kloten, quitte l'usine, portant le numéro FBW 7157, construit sur le châssis BAX, d'un poids total de 19 t avec un empattement de 7 100 mm. La carrosserie a été fabriquée par la Carrosserie Hess AG de Bellach et le moteur un Mercedes-Benz OM 352 (de) de 5 675¦cm 3 développant 96 kW. Le véhicule a été livré à l'aéroport le 23 mai 1985, ce qui a marqué la fin de la production chez FBW. Les autobus d'aéroport équipés du châssis BAX ont continué à être construits par CaetanoBus (pt) au Portugal sous la marque Cobus Industries et en 2007, le 2 000e autobus d'aéroport a été produit. Le dernier camion est sorti de l'usine de Wetzikon le 6 mars 1985 portant le numéro de châssis 7134 et l'usine a été fermée le 23 mai 1995. 
Globalement, FBW a produit au cours de son existence 6 685 véhicules entre 1919 et 1985, :
- 16 tracteurs agricoles
- 18 gyrobus
- 498 trolleybus
- 1 012 remorques
- 1 263 autobus/autocars
- 3 878 camions

## Autobus
- Autobus de 1940 avec moteur type D34[3]
- Trolleybus de 1940[4]
- Trolleybus de 1941[5]
- Bus[6], [7]

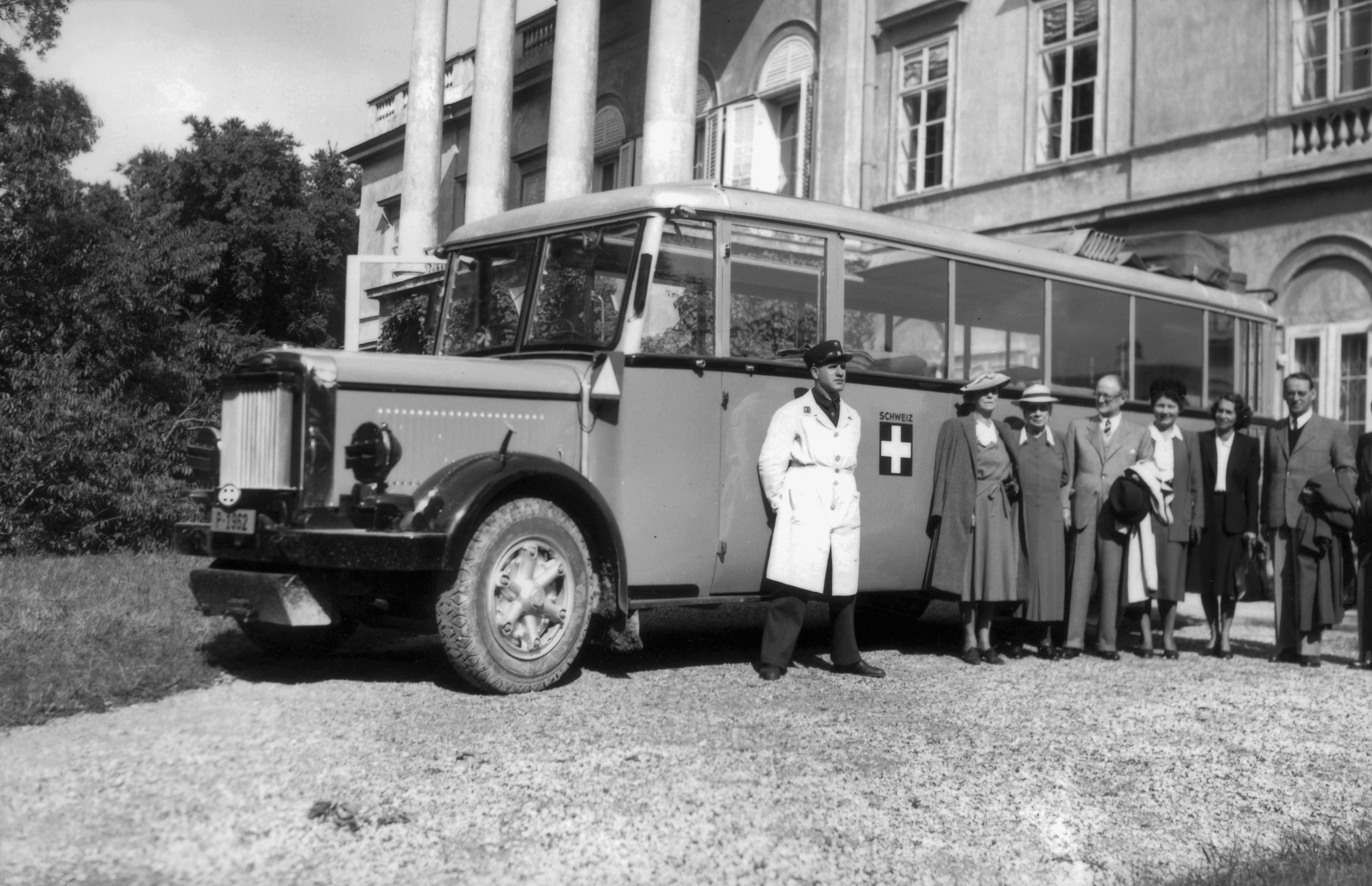
Autobus années 1940
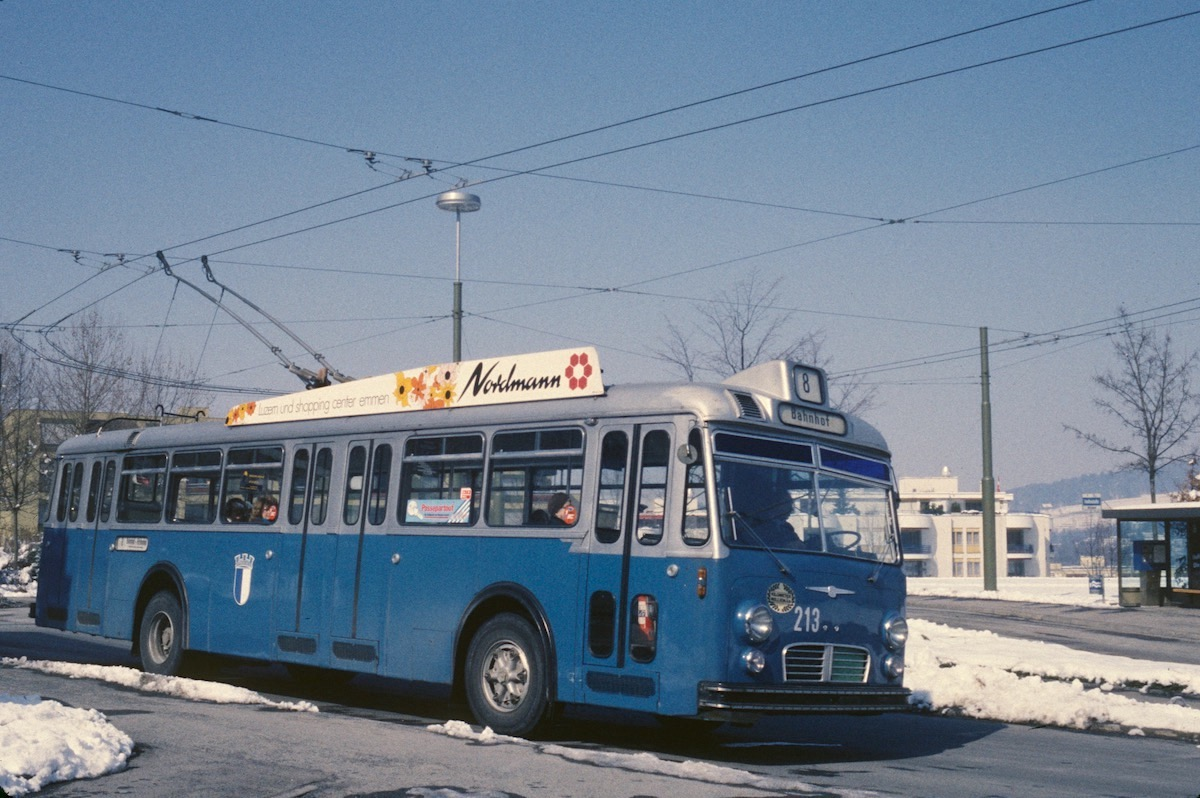
Trolleybus FBW de 1960 (carrosserie Schindler Waggon)
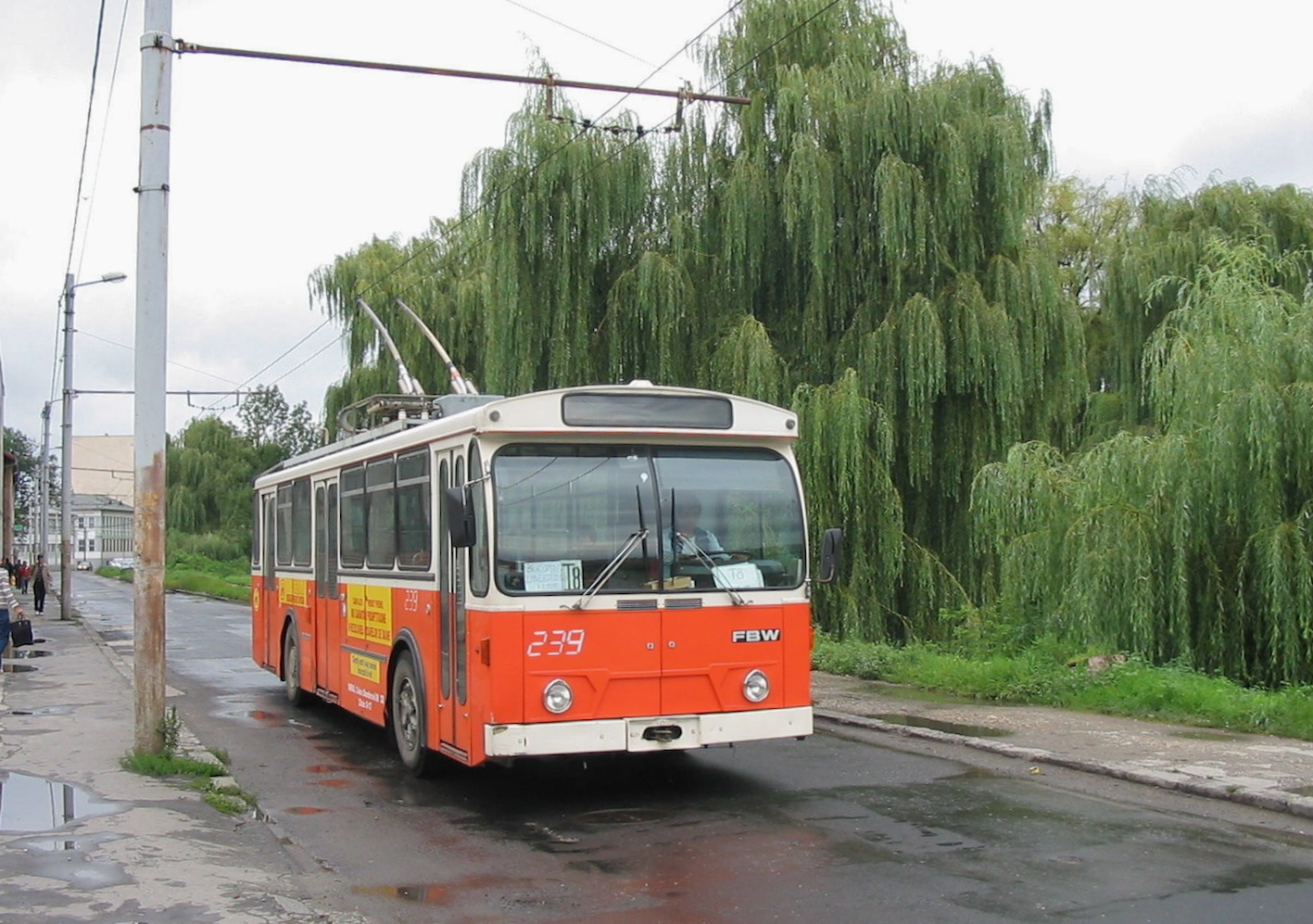
Trolleybus FBW (carrosserie Hess)
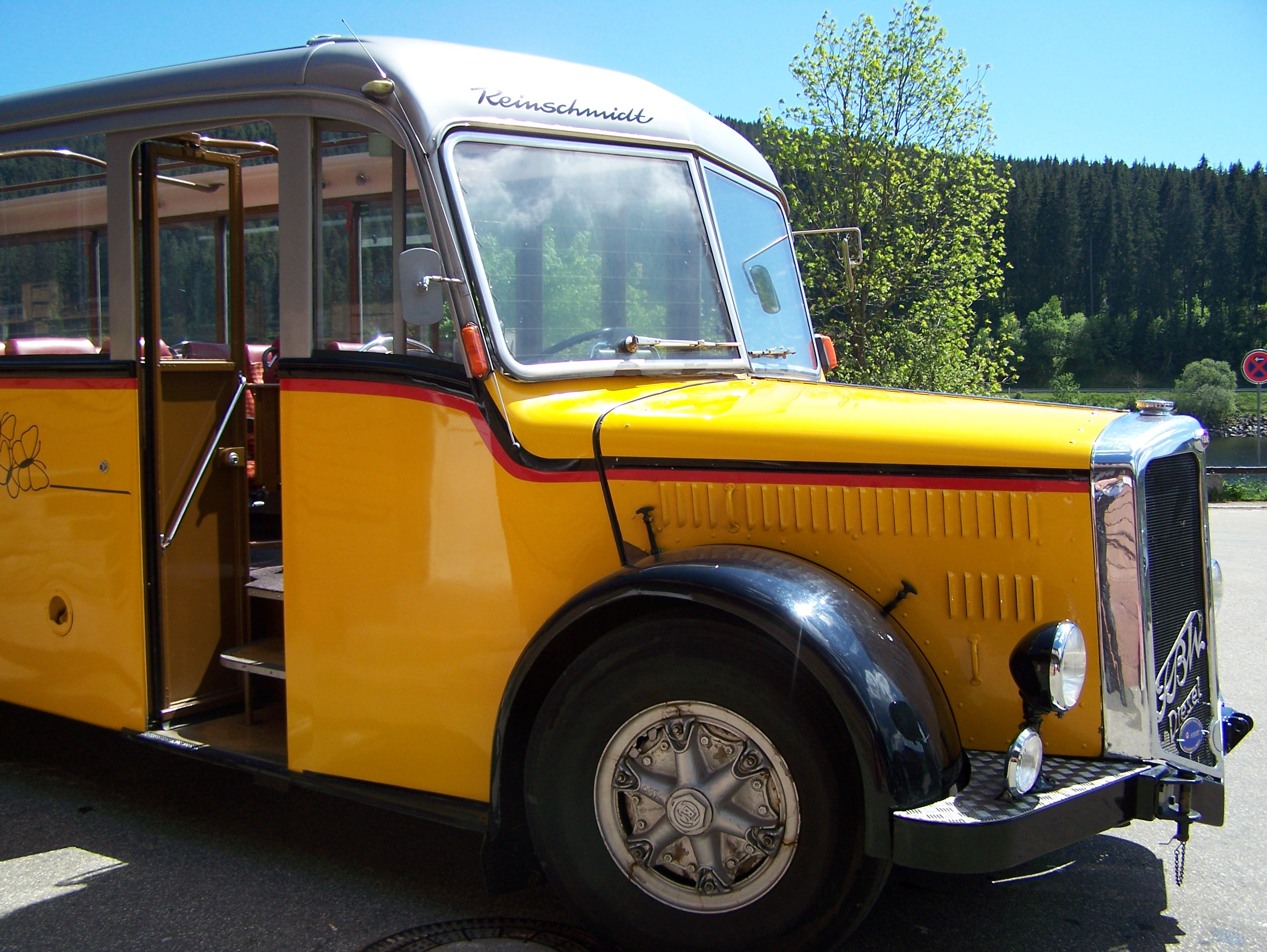
CarPostal FBW 50 ON-CH de 1951
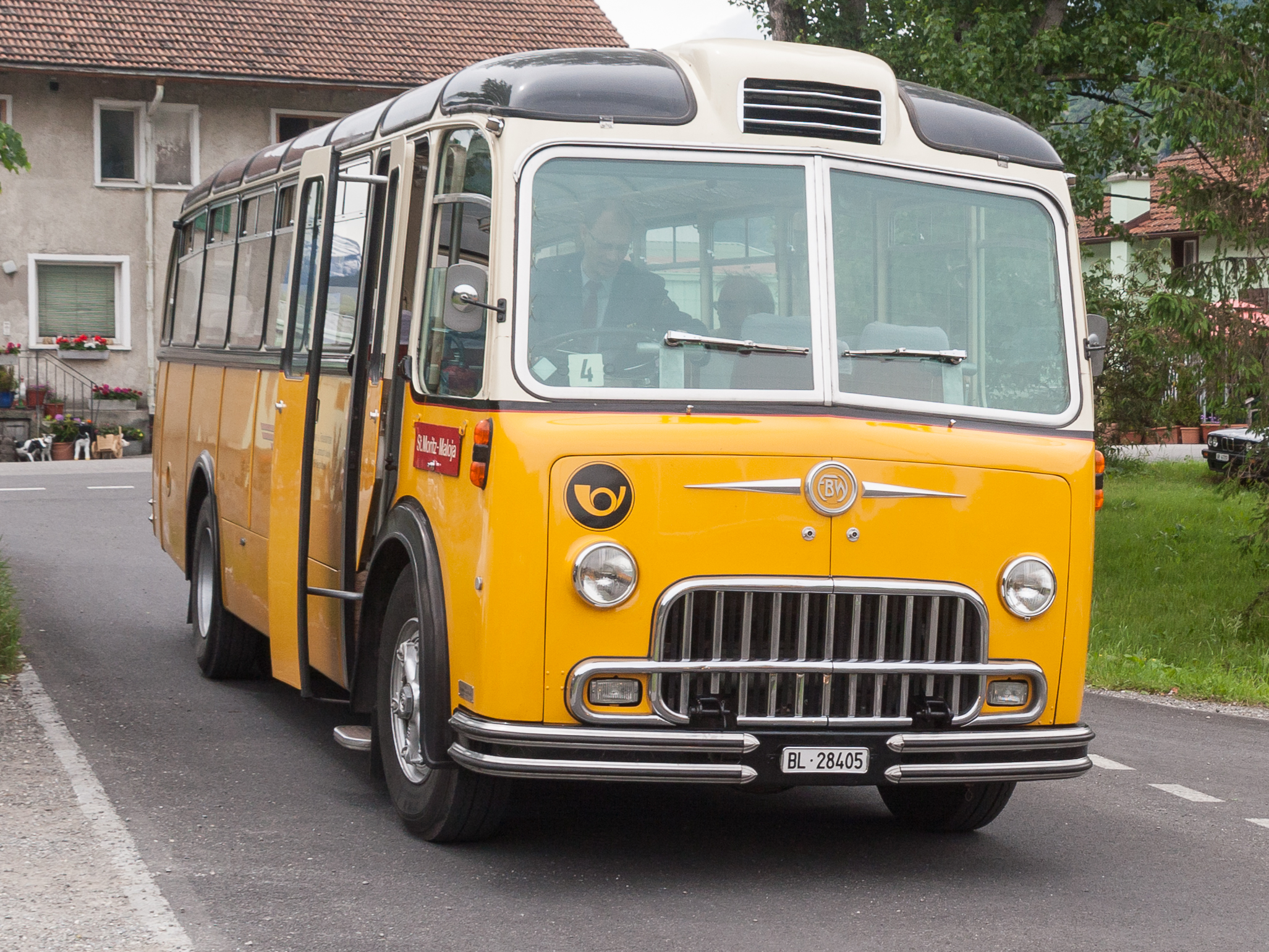
CarPostal FBW C40U "Haifischmaul"
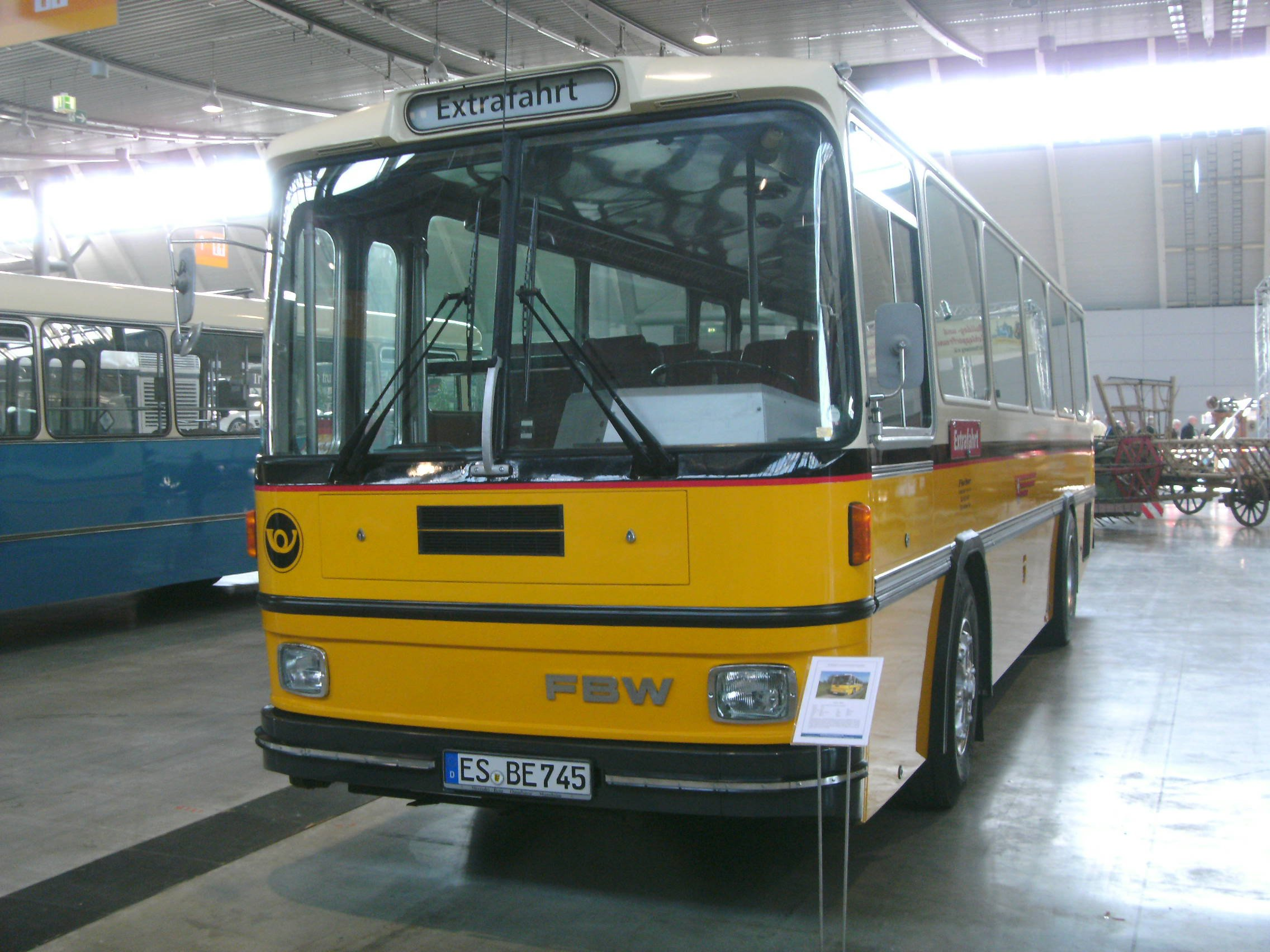
CarPostal FBW 40VH, Baujahr 1978, 255 PS
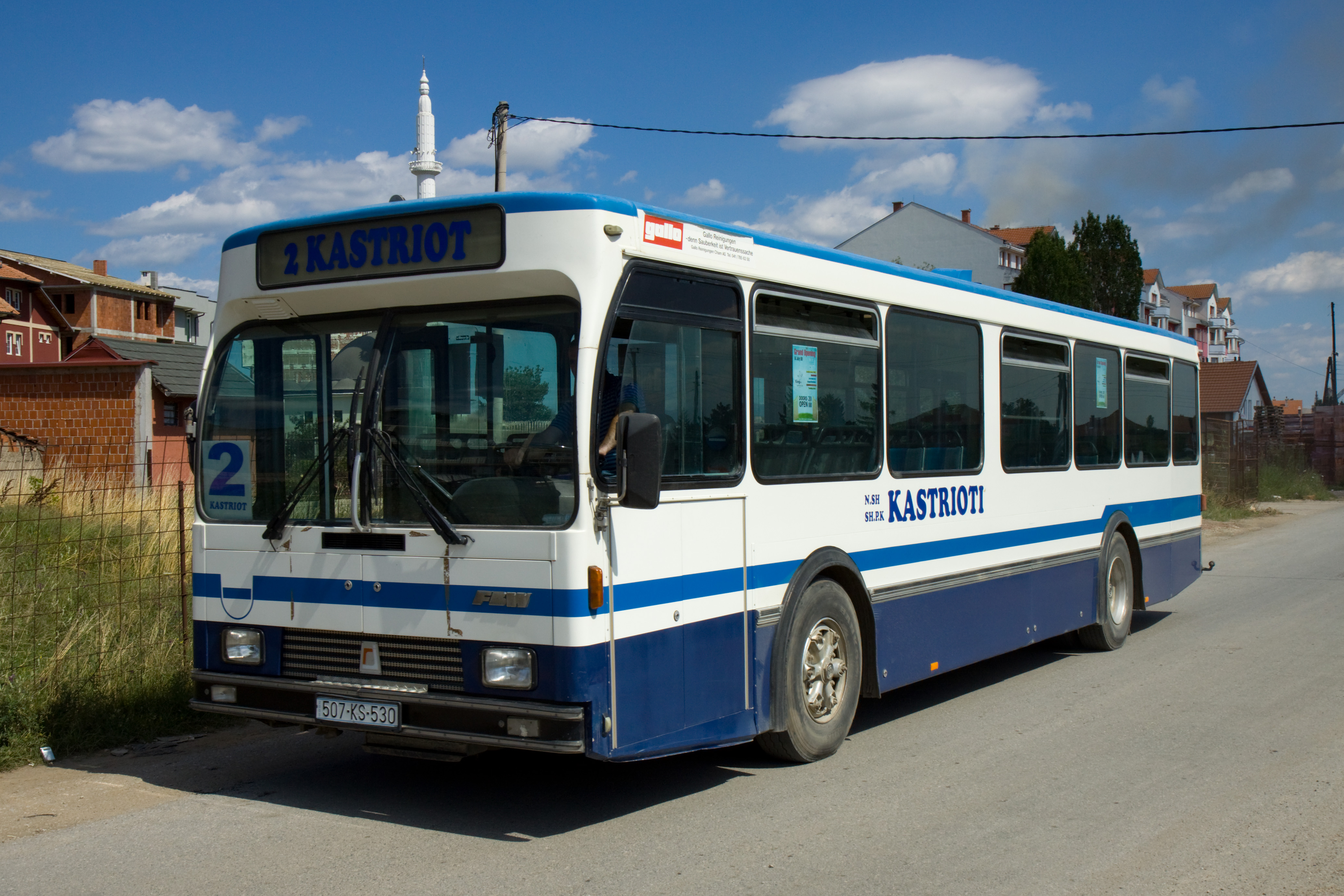
Un des derniers autobus urbains construit : FBW Ramseier&Jenzer BNU618-71U EU3AR-1

## Camions
- Camion FBW[8],[9],[10]
- FBW L50-70 [11]

## Moteur
- Moteur Diesel [12]

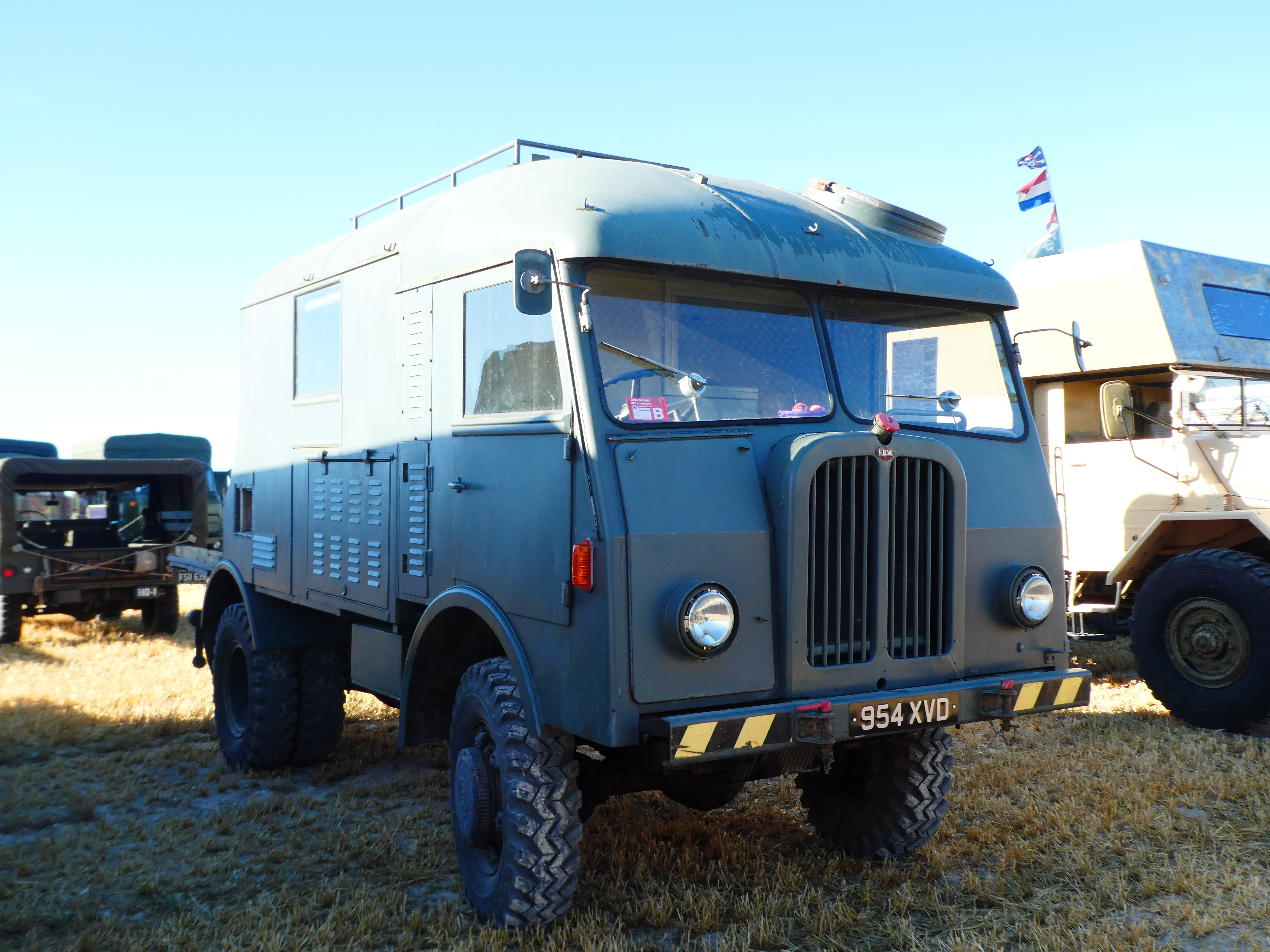
FBW AX40 de l'armée suisse (1956)
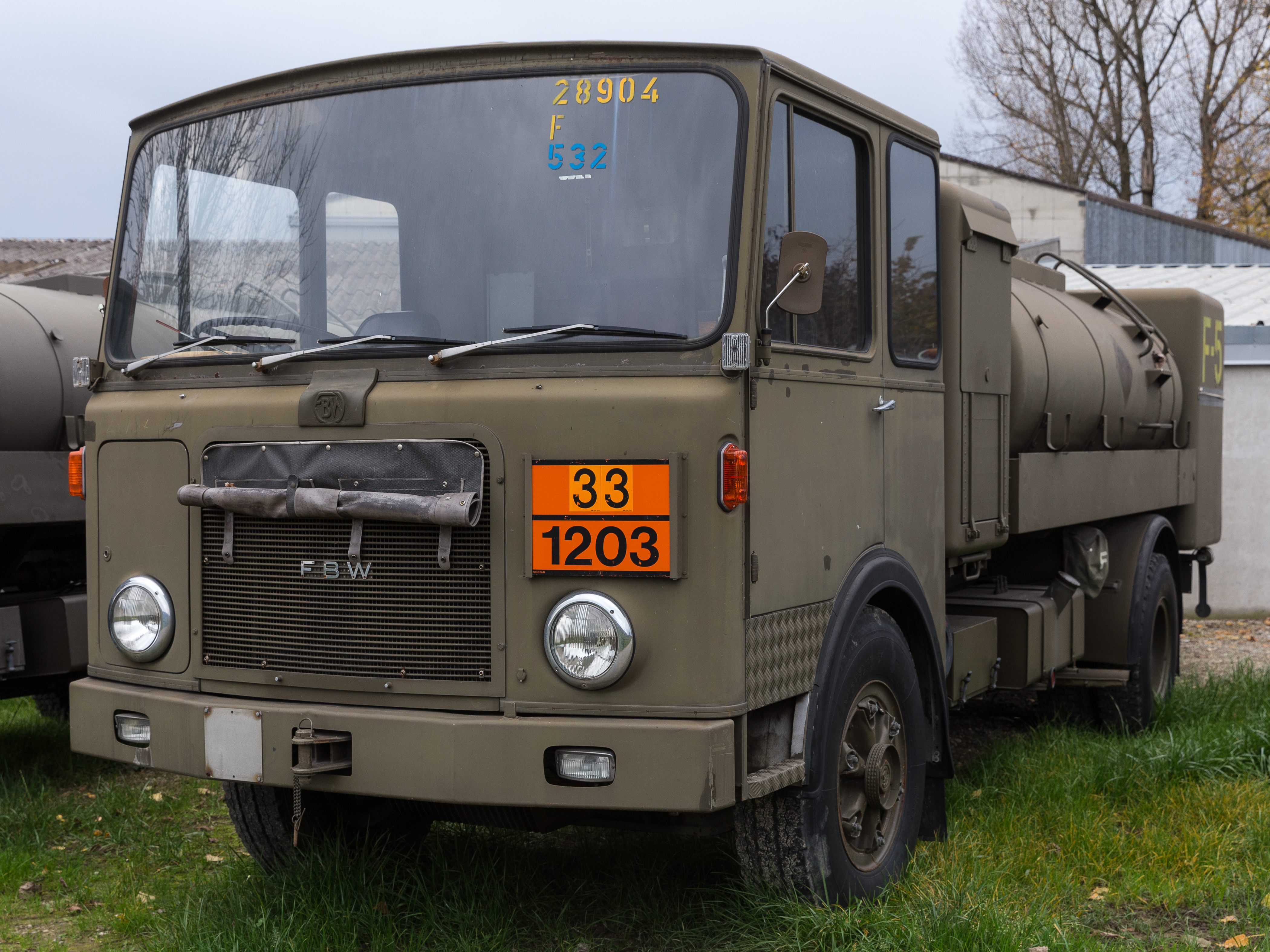
FBW L50V-E3 4x2 de l'armée suisse (1972 à 2004)
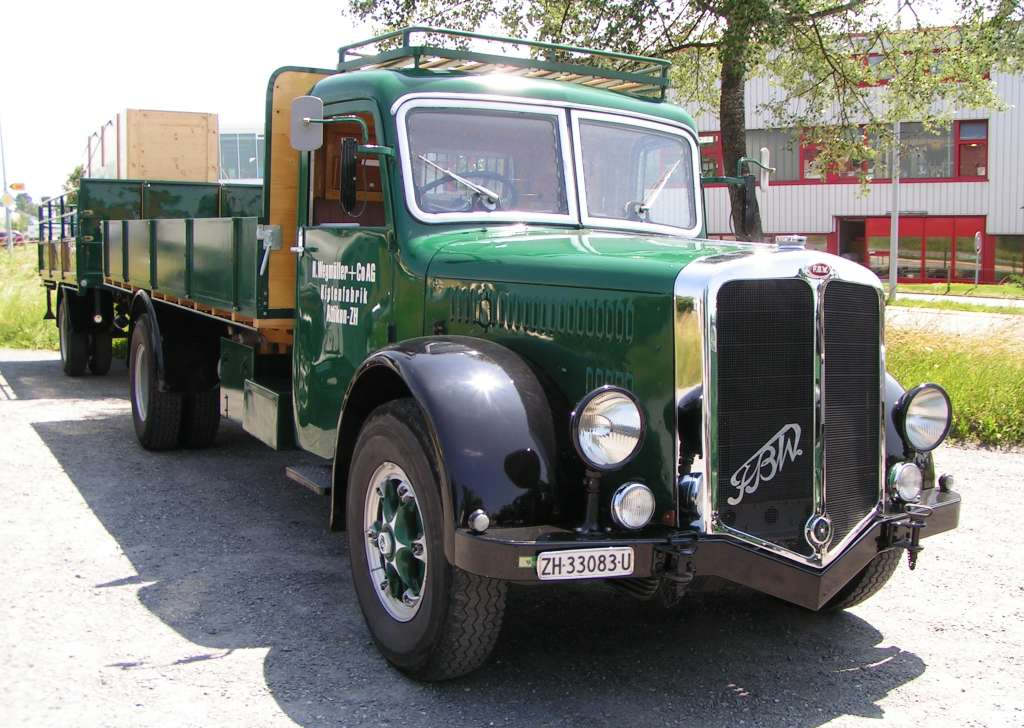
Camion FBW 1024 (2005)
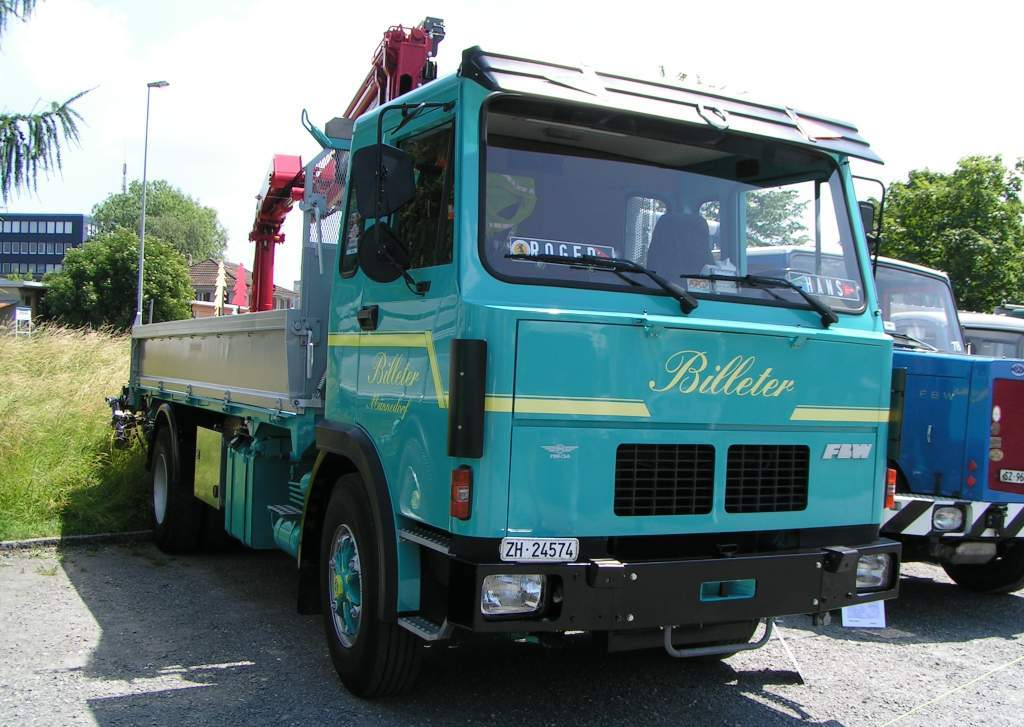
FBW 1010 à cabine avancée (2005)
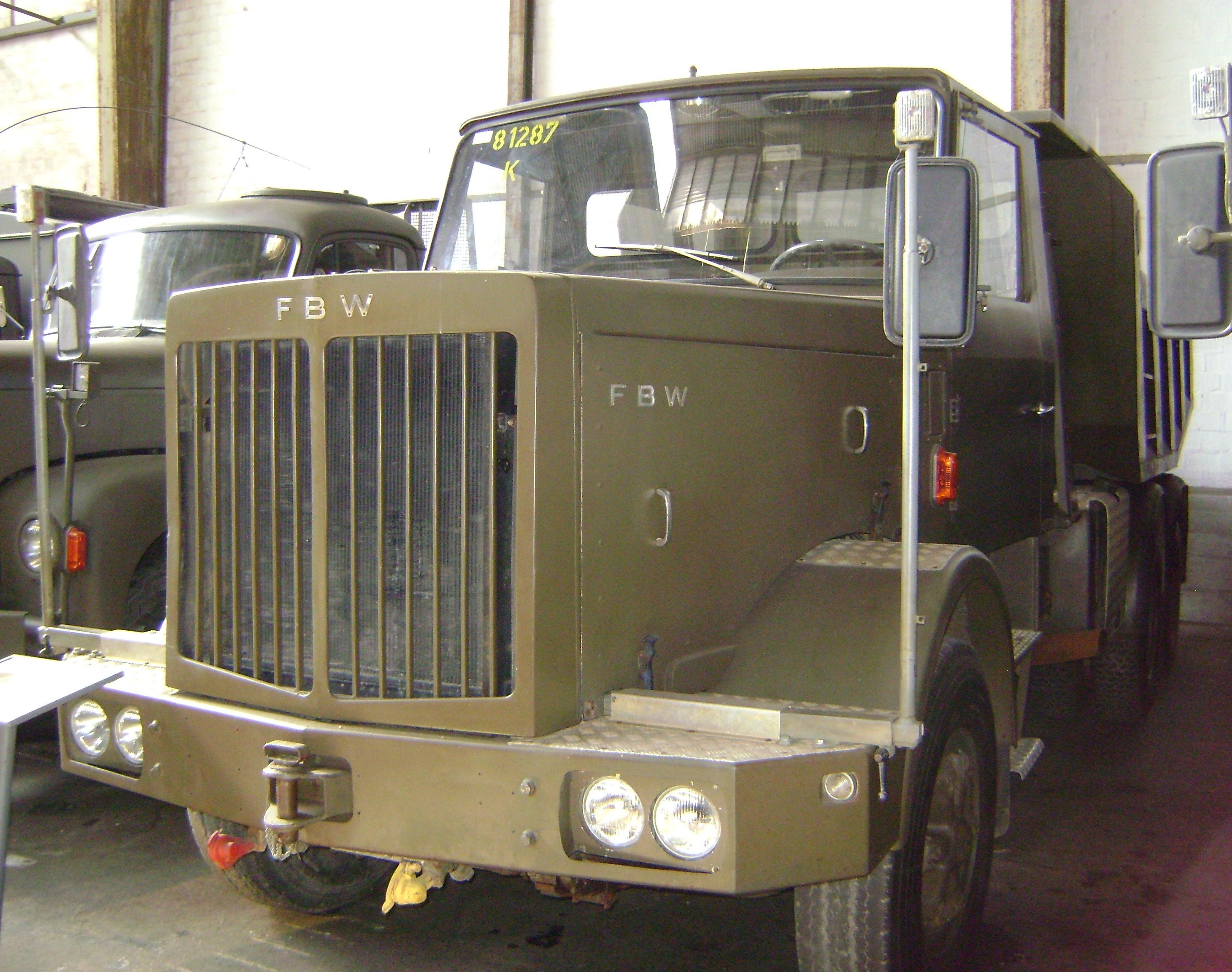
Camion à benne basculante FBW 80-N 11,3t 6x4. Exemplaire unique en service dans l'armée suisse (1976 à 1990)

## Curiosité
En 1907, la Poste Suisse, disposait d'un service d'enlèvement et de livraison du courrier à Zurich avec des véhicules à moteurs, dont la régularité était entachée par des problèmes mécaniques et des pannes multiples. Elle décida de confier l'exploitation du parc automobile à Franz Brozincevic qui, avec une parfaite connaissance des défauts rencontrés, construira lui-même de nouveaux Postfourgons.
En 1908, la Poste Suisse se rend soudain compte qu'elle a confié son activité automobile à un étranger. La naturalisation de Franz Brozincevic s'effectua alors très rapidement moyennant la somme de 810 francs suisses (FS) de l'époque (soit 36 120 FS valeur 2023 = 36 120 €uros !)